# Пацлав
Па́цлав — село в Польщі, (Підкарпатське воєводство, Перемишльський повіт, ґміна Фредрополь), у межах етнічної української території Надсяння. 

## Розташування
Розташоване за 20 км на південь від Перемишля і за 10 км на південь від Фредрополя, неподалік від польсько-українського кордону. Межує на півночі зі селом Кальварією Пацлавською. Пацлав, на відміну від інших тутешніх сіл, лежить на вершині пагорба, а не в долині річки чи потічка. 

## Історія
Село виникло при тодішньому монастирі Семена Стовпника, закладеному, правдоподібно, на початку XIV ст. Церкву при монастирі збудовано 1311 р. У 1611 році давня будівля була відремонтована, про що свідчив кириличний напис, що зберігався до ХХ століття, коли споруда перестала існувати. В церкві Симеона Стовпника зберігалась ікона Пречистої Діви, яку намалював монах Лаврентій у 1409 році. Після польського завоювання Галичини, село у 1367 було віддано у власність Стефану Венгрину, відомому також як Стефан Волох (гербу Сас) і стало частиною Риботицького наділу, який він отримав у 1359 році. В 1441 році згадується Іван Слох із Пацлава. 1785 р. тут проживало 66 греко-католиків (українців) і 21 римо-католик. Євреїв у селі на той час не було. Найбільше греко-католиків нараховувалось у селі 1859 р. — аж 174 особи. Від того часу число греко-католиків постійно зменшувалось. Наслідком полонізаційної політики було те, що 1938 р. статистичні дані показують лише 32 особи греко-католицького обряду. В 1921 р. в селі нараховувалось 35 хат і 188 мешканців, з них 171 римо-католик, 7 греко-католиків та 10 євреїв.
1 квітня 1933 р. гміну Пацлав Добромильського повіту Львівського воєводства ліквідовано, а її територію приєднано до сільської гміни Кальварія Пацлавська того ж повіту і воєводства.
В 1939 р. село відійшло до СРСР, у березні 1945 р. передане Польщі.